# Gryka (akwarela Stanisława Masłowskiego, 1924)
Gryka – akwarela polskiego malarza Stanisława Masłowskiego z 1924 roku, znajdująca się w zbiorach Muzeum Narodowego w Warszawie.

## Opis
Obraz jest pejzażem namalowanym we wsi Wola Rafałowska, w której malarz przebywał w 1924 r. na letnich plenerach z żoną i synem Maciejem. Dzieło o wymiarach 65,5 × 97 cm jest sygnowane: „Stanisław Masłowski | 1924”. Na odwrocie zachowała się oryginalna nalepka Towarzystwa Zachęty Sztuk Pięknych.
Przedstawiony jest widok na pole gryki. W kompozycji omawianego pejzażu pole gryki, w kształcie długiego pasa, jest usytuowane na tle rozległej panoramy pól. Pas biało kwitnącej gryki jest skierowany nieco ukośnie w głąb i w prawo płaszczyzny pól. Jest on po prawej stronie oddzielony od sąsiedniego słomkowo zabarwionego pasa pól – równoległą zielonawą ukośną smugą miedzy. Z jego lewej strony widoczny jest równolegle biegnący uprawny pas pola o podobnym, słomkowym zabarwieniu, za którym widać jeszcze jedną równoległą płaszczyznę o jaśniejszym zabarwieniu z lekko zaznaczonymi stogami skoszonego zboża. W oddali i przy horyzoncie są widoczne – zielonawo zabarwione – różnej wielkości drzewa.

## Losy obrazu
Przed II wojną światową obraz był własnością Towarzystwa Zachęty Sztuk Pięknych w Warszawie. Jesienią 1939 roku, wraz z innymi dziełami sztuki zabezpieczono go w skrzyni w piwnicy siedziby Towarzystwa „Zachęty”. Później, w 1942 roku obiekt ten znajdował się w Muzeum Narodowym w Warszawie, skąd zapewne po upadku Powstania warszawskiego został przeniesiony do którejś z niemieckich składnic na Dolnym Śląsku. Tam też, po zakończeniu wojny – dzięki ówczesnej akcji rewindykacyjnej – obraz został odnaleziony i wkrótce w sierpniu 1945 ponownie znalazł się w warszawskim Muzeum Narodowym. Jednak niebawem, w październiku 1946 znów zaginął – tym razem na okres kilku dziesięcioleci. Było to efektem wypożyczenia obrazu do udekorowania wnętrz siedziby Towarzystwa Przyjaźni Polsko-Radzieckiej. Powtórnie odnalazł się dopiero w maju 2020, jako przedmiot wystawiony na licytację w jednym z warszawskich domów aukcyjnych, gdzie został rozpoznany przez specjalistów Wydziału ds. Restytucji Dóbr Kultury Ministerstwa Kultury i Dziedzictwa Narodowego. Posiadacz, po zapoznaniu się z jego historią i pochodzeniem, podjął niezwłocznie decyzję o jego zwrocie do Muzeum Narodowego w Warszawie. Przekazanie w obecności ministra Piotra Glińskiego nastąpiło 20 października 2020.

Inne wersje obrazu „Gryka” Masłowskiego
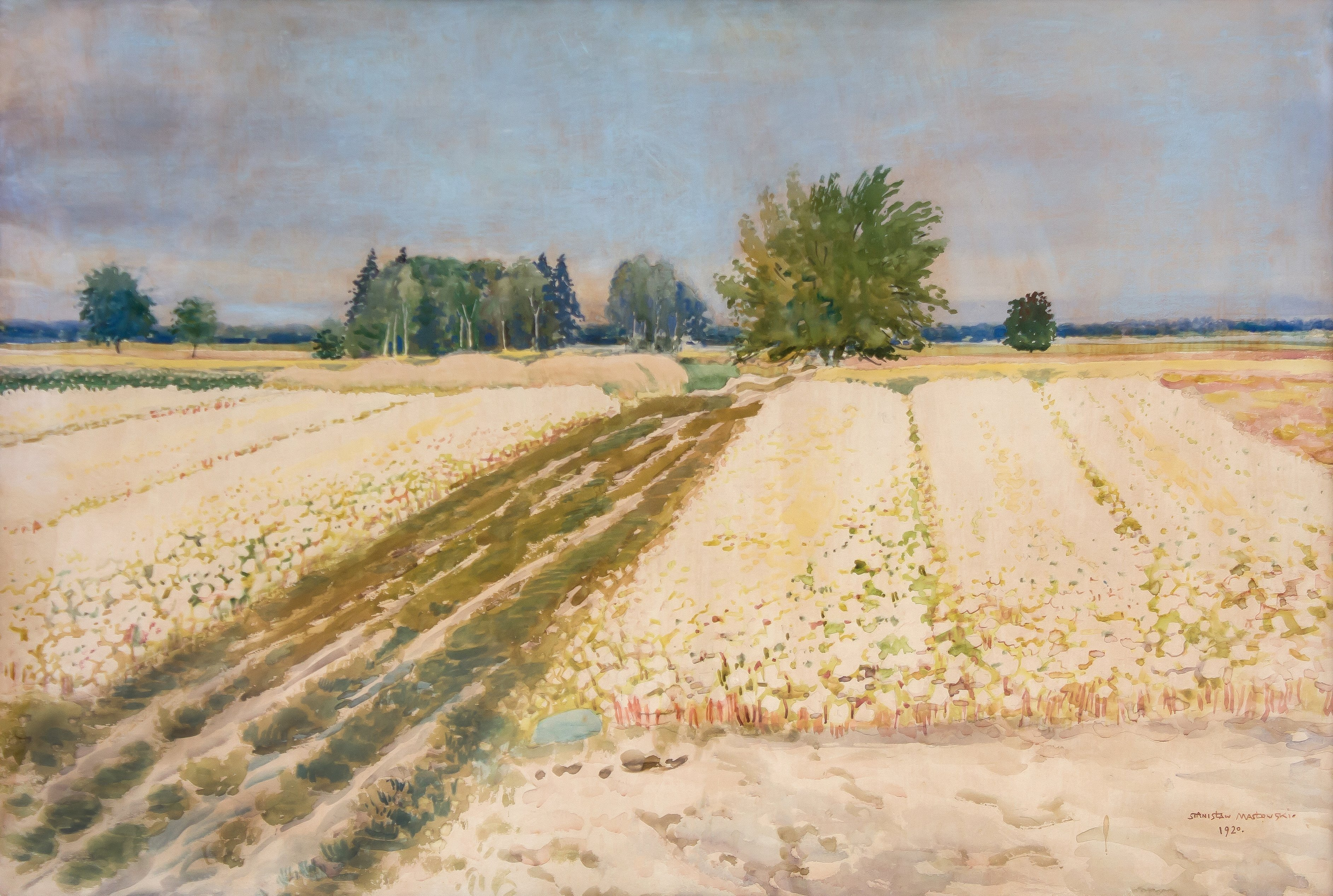
Obraz „Gryka” Masłowskiego z 1920 r.
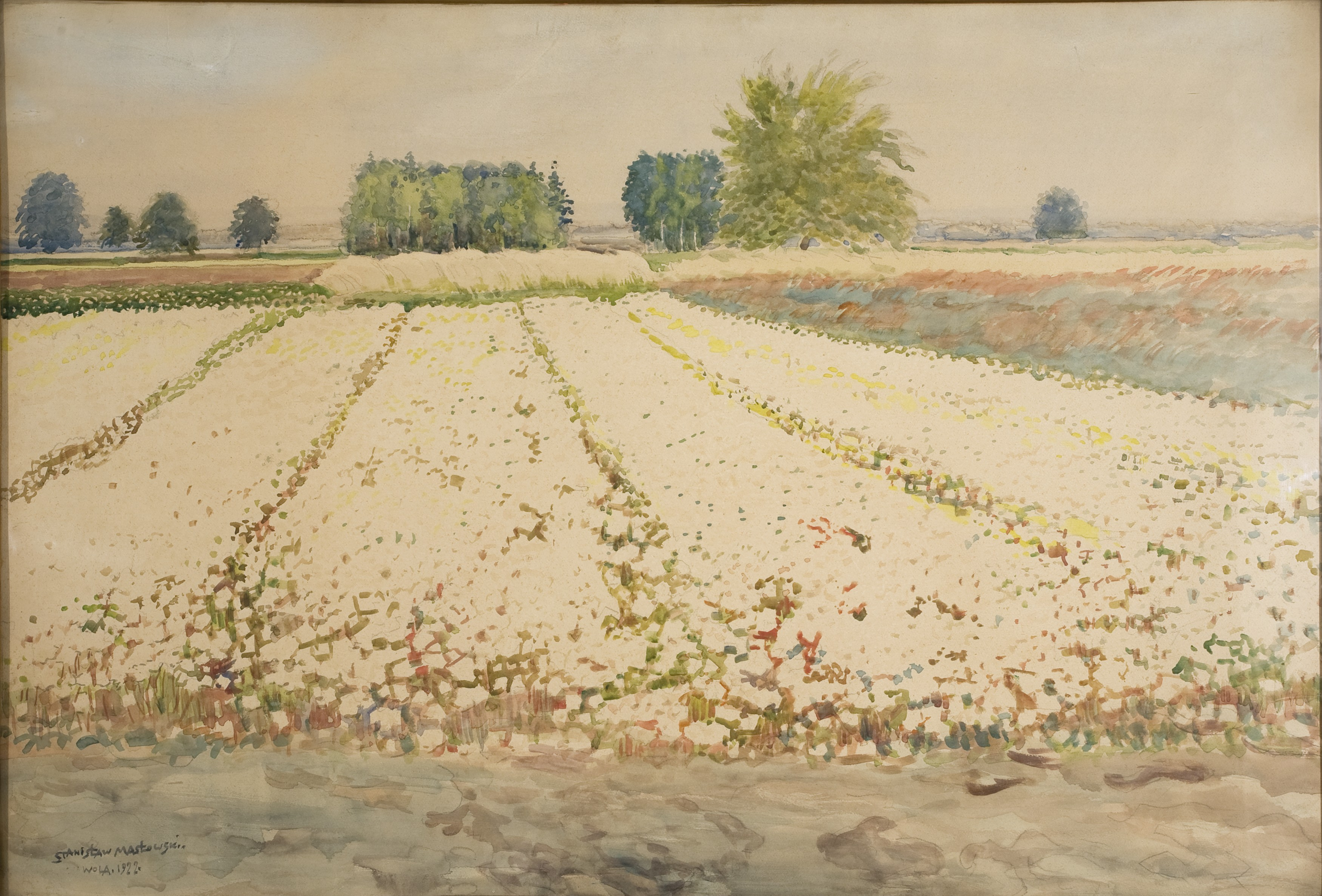
Obraz „Gryka” Masłowskiego z 1922 r.